# Ботафогу (футбольний клуб, Кристаліна)
«Ботафогу» (порт. Botafogo) — бразильський футбольний клуб, який базується в муніципалітеті Кристаліна, штат Гояс. Заснований 14 липня 2004 як «Спортивний Клуб Гуара» (порт. Clube Esportivo Guará). 14 липня 2009 року клуб був знову заснований як «Associação Botafogo Futebol Clube» після святкування свого п’ятирічного дня народження, та приєднання до партнерства з «Ботафогу» (Ріо-де-Жанейро), прийнявши кольори та символи цього клубу.